# Усть-Комишенка
Усть-Коми́шенка (рос. Усть-Камышенка) — село у складі Усть-Калманського району Алтайського краю, Росія. Входить до складу Кабановської сільської ради.
Стара назва — Усть-Камишинка.

## Населення
Населення — 374 особи (2010; 430 у 2002).
Національний склад (станом на 2002 рік):
- росіяни — 96 %